# Fountain Bluff Township
Die Fountain Bluff Township ist eine von 16 Townships im Jackson County im Südwesten des US-amerikanischen Bundesstaates Illinois. Im Jahr 2010 hatte die Fountain Bluff Township 208 Einwohner.

## Geografie
Die Fountain Bluff Township liegt am Mississippi, der die Grenze zu Missouri bildet. Die Mündung des Ohio an der Schnittstelle der Bundesstaaten Illinois, Missouri und Kentucky befindet sich rund 105 km südlich.
Die Fountain Bluff Township liegt auf 37° 45′ N, 89° 32′ W und erstreckt sich über 80,73 km², die sich auf 80,73 km² Land- und 3,05 km² Wasserfläche verteilen. 
Die Township liegt im Westen des Jackson County und grenzt getrennt durch den Mississippi im Südwesten an das Perry County in Missouri. Innerhalb des Jackson County grenzt die Fountain Bluff Township im Westen und Nordwesten an die Degognia Township, im Norden an die Kinkaid Township, im Nordosten an die Levan Township, im Osten an die Sand Ridge Township sowie im Südosten an die Grand Tower Township.

## Verkehr
Durch den Nordosten der Township verläuft entlang des Mississippi die hier den Illinois-Abschnitt der Great River Road bildende Illinois State Route 3. Alle weiteren Straßen sind County Roads oder weiter untergeordnete und zum Teil unbefestigte Fahrwege.
Parallel zur Illinois State Route 3 verläuft eine Eisenbahnlinie der Union Pacific Railroad.
Mit dem Southern Illinois Airport befindet sich rund 30 km östlich der Fountain Bluff Township ein Regionalflughafen. Der nächstgelegene größere Flughafen ist der Lambert-Saint Louis International Airport (rund 165 km nordwestlich).

## Demografische Daten
Nach der Volkszählung im Jahr 2010 lebten in der Fountain Bluff Township 208 Menschen in 94 Haushalten. Die Bevölkerungsdichte betrug 2,7 Einwohner pro Quadratkilometer. In den 94 Haushalten lebten statistisch je 2,21 Personen. 
Ethnisch bestand die Bevölkerung mit einer Ausnahme nur aus Weißen. Unabhängig von der ethnischen Zugehörigkeit waren 1,4 Prozent der Bevölkerung spanischer oder lateinamerikanischer Abstammung. 
20,2 Prozent der Bevölkerung waren unter 18 Jahre alt, 58,2 Prozent waren zwischen 18 und 64 und 21,6 Prozent waren 65 Jahre oder älter. 49,5 Prozent der Bevölkerung war weiblich.
Das mittlere jährliche Einkommen eines Haushalts lag bei 41.750 USD. Das Pro-Kopf-Einkommen betrug 21.511 USD. 5,2 Prozent der Einwohner lebten unterhalb der Armutsgrenze.

## Ortschaften
Neben Streubesiedlung existieren in der Fountain Bluff Township folgende (gemeindefreie) Siedlungen:
- Jacob
- Neunert
- Raddle